# Sommerbiathlon-Weltmeisterschaften 2024
Die Sommerbiathlon-Weltmeisterschaften 2024 wurden vom 19. bis 25. August 2024 im Tehvandi spordikeskus in der Gemeinde Otepää in Estland ausgetragen. Es handelte sich nach 2007 und 2016 um die dritte Ausgabe der Veranstaltung in Otepää und Estland.
Während der Juniorenbereich von ukrainischen und bulgarischen Athleten, insbesondere Witalij Mandsyn, Lora Christowa und Walentina Dimitrowa, dominiert wurde, ergaben sich bei den Erwachsenen wie im Vorjahr durchmischte Ergebnisse. Rene Zahkna gewann vor heimischem Publikum seinen ersten Titel im Seniorenbereich, auch Jakub Štvrtecký und Tereza Voborníková war ein solcher vorher noch nicht gelungen.

## Medaillenspiegel
| Platz | Land       |   |   |   |   |
| ----- | ---------- | - | - | - | - |
| 01    | Ukraine    | 3 | 2 | 1 | 6 |
| 02    | Tschechien | 3 | 1 | 4 | 8 |
| 03    | Bulgarien  | 3 | 1 | – | 4 |
| 04    | Lettland   | 1 | – | 1 | 2 |
| 04    | Slowakei   | 1 | – | 1 | 2 |
| 06    | Estland    | 1 | – | – | 1 |
| 07    | Finnland   | – | 3 | – | 3 |
| 08    | Norwegen   | – | 2 | 3 | 5 |
| 09    | Belgien    | – | 1 | 1 | 2 |
| 010   | Kroatien   | – | 1 | – | 1 |
| 010   | Frankreich | – | 1 | – | 1 |
| 012   | Schweden   | – | – | 1 | 1 |

## Zeitplan
| Datum            | Männer    | Männer                             | Frauen     | Frauen                                |
| Datum            | Uhrzeit   | Wettbewerb                         | Uhrzeit    | Wettbewerb                            |
| ---------------- | --------- | ---------------------------------- | ---------- | ------------------------------------- |
| 22. August (Do.) | ab 9:15 1 | Qualifikation Supersprint Junioren | ab 12:00 1 | Qualifikation Supersprint Juniorinnen |
| 22. August (Do.) | 14:45     | Finale Supersprint Junioren        | 16:00      | Finale Supersprint Juniorinnen        |
| 23. August (Fr.) | ab 9:15 1 | Qualifikation Supersprint          | ab 12:00 1 | Qualifikation Supersprint             |
| 23. August (Fr.) | 14:45     | Finale Supersprint                 | 16:00      | Finale Supersprint                    |
| 24. August (Sa.) | 9:00      | Sprint Junioren                    | 11:15      | Sprint Juniorinnen                    |
| 24. August (Sa.) | 13:45     | Sprint                             | 16:00      | Sprint                                |
| 25. August (So.) | 9:30      | Verfolgung Junioren                | 11:15      | Verfolgung Juniorinnen                |
| 25. August (So.) | 13:15     | Gala-Massenstart                   | 15:15      | Gala-Massenstart                      |

## Ergebnisse

### Männer
| Rang | Name                 |
| ---- | -------------------- |
| 1    | Dmytro Pidrutschnyj  |
| 2    | Artem Tyschtschenko  |
| 3    | Tomáš Mikyska        |
| 4    | Oscar Andersson      |
| 5    | Andrejs Rastorgujevs |
| 6    | Jonáš Mareček        |
| 7    | George Colțea        |
| 8    | Maksim Fomin         |
| 9    | Dmitri Schamajew     |
| 10   | Rene Zahkna          |

| Rang | Name                 |
| ---- | -------------------- |
| 1    | Jakub Štvrtecký      |
| 2    | Émilien Claude       |
| 3    | Thierry Langer       |
| 4    | Wojciech Skorusa     |
| 5    | Andrejs Rastorgujevs |
| 6    | Jonni Mukkala        |
| 7    | Vytautas Strolia     |
| 8    | Fabien Claude        |
| 9    | Artem Tyschtschenko  |
| 10   | Maxim Makarow        |

| Rang | Name                 |
| ---- | -------------------- |
| 1    | Rene Zahkna          |
| 2    | Jonáš Mareček        |
| 3    | Andrejs Rastorgujevs |
| 4    | Anton Dudtschenko    |
| 5    | Tomáš Mikyska        |
| 6    | George Colțea        |
| 7    | Émilien Claude       |
| 8    | Thierry Langer       |
| 9    | Fabien Claude        |
| 10   | Maksim Fomin         |

### Frauen
| Rang | Name                      |
| ---- | ------------------------- |
| 1    | Paulína Bátovská Fialková |
| 2    | Suvi Minkkinen            |
| 3    | Lucie Charvátová          |
| 4    | Kamila Żuk                |
| 5    | Tereza Voborníková        |
| 6    | Venla Lehtonen            |
| 7    | Chrystyna Dmytrenko       |
| 8    | Milena Todorowa           |
| 9    | Anna Mąka                 |
| 10   | Susan Külm                |

| Rang | Name                      |
| ---- | ------------------------- |
| 1    | Tereza Voborníková        |
| 2    | Lotte Lie                 |
| 3    | Paulína Bátovská Fialková |
| 4    | Joanna Jakieła            |
| 5    | Sanita Buliņa             |
| 6    | Kamila Żuk                |
| 7    | Susan Külm                |
| 8    | Lucie Charvátová          |
| 8    | Zuzana Remeňová           |
| 10   | Alina Stremous            |

| Rang | Name                      |
| ---- | ------------------------- |
| 1    | Baiba Bendika             |
| 2    | Suvi Minkkinen            |
| 3    | Tereza Voborníková        |
| 4    | Lucie Charvátová          |
| 5    | Joanna Jakieła            |
| 6    | Susan Külm                |
| 7    | Paulína Bátovská Fialková |
| 8    | Venla Lehtonen            |
| 9    | Chrystyna Dmytrenko       |
| 10   | Lotte Lie                 |

### Junioren
| Rang | Name              |
| ---- | ----------------- |
| 1    | David Eliáš       |
| 2    | Matija Legović    |
| 3    | Victor Berglund   |
| 4    | Sivert Gerhardsen |
| 5    | Jakub Borguľa     |
| 6    | Witalij Mandsyn   |
| 7    | Bohdan Borkowskyj |
| 8    | Mark-Markos Kehva |
| 9    | Kasper Kalkenberg |
| 10   | Serhij Suprun     |

| Rang | Name                |
| ---- | ------------------- |
| 1    | Witalij Mandsyn     |
| 2    | Håvard Tosterud     |
| 3    | Sivert Gerhardsen   |
| 4    | Andreas Aas         |
| 5    | Fabian Suchodolski  |
| 6    | Konstantin Wassilew |
| 7    | Bohdan Borkowskyj   |
| 8    | David Eliáš         |
| 9    | Georgi Dschorgow    |
| 10   | Konrad Badacz       |

| Rang | Name              |
| ---- | ----------------- |
| 1    | Witalij Mandsyn   |
| 2    | Sivert Gerhardsen |
| 3    | Kasper Kalkenberg |
| 4    | Jakub Borguľa     |
| 5    | Jakub Potoniec    |
| 6    | Mark-Markos Kehva |
| 7    | David Eliáš       |
| 8    | Rasmus Tiislär    |
| 9    | Håvard Tosterud   |
| 10   | Šimon Adamov      |

### Juniorinnen
| Rang | Name                   |
| ---- | ---------------------- |
| 1    | Lora Christowa         |
| 2    | Inka Hämäläinen        |
| 3    | Ragna Fodstad          |
| 4    | Walentina Dimitrowa    |
| 5    | Wiktorija Chwostenko   |
| 6    | Estere Volfa           |
| 7    | Ksenija Prychodko      |
| 8    | Silje Berg-Knutsen     |
| 9    | Agathe Brathagen       |
| 10   | Oleksandra Merkuschyna |

| Rang | Name                   |
| ---- | ---------------------- |
| 1    | Walentina Dimitrowa    |
| 2    | Wiktorija Chwostenko   |
| 3    | Olena Horodna          |
| 4    | Lora Christowa         |
| 5    | Vibeke Välbe           |
| 5    | Ksenija Prychodko      |
| 7    | Inka Hämäläinen        |
| 8    | Oleksandra Merkuschyna |
| 9    | Ilona Plecháčová       |
| 10   | Ragna Fodstad          |

| Rang | Name                |
| ---- | ------------------- |
| 1    | Walentina Dimitrowa |
| 2    | Lora Christowa      |
| 3    | Ilona Plecháčová    |
| 4    | Olena Horodna       |
| 5    | Ragna Fodstad       |
| 6    | Inka Hämäläinen     |
| 7    | Tamara Molentová    |
| 8    | Ksenija Prychodko   |
| 9    | Michaela Straková   |
| 10   | Heda Mikolášová     |